# Tri slijepa miša
Tri slijepa miša (izdana 1950.) je zbirka kratkih kriminalističkih priča Agathe Christie. Ta dijela ponovo su izdana u zbirkama Pustolovina božićnog pudinga, Poirotovi raniji slučajevi, Posljednji slučajevi Miss Marple i dvije druge priče i Problem u Pollenskom zaljevu.
Tri slijepa miša je temelj drame Mišolovka, koja je premijerno izvedena 1952. godine u Londonu i koja još uvijek igra na redovnom repertoru, čime je stekla status najizvođenije i najslavnije kazališne predstave svih vremena.
Priče su:
- Tri slijepa miša
- Neobična doskočica
- Ubojstvo po mjeri
- Slučaj savršene sluškinje
- Slučaj pazikuće
- Stan na trećem katu
- Pustolovina Johnnieja Waverlya
- Zlosutna pita
- Zaljubljeni detektivi

## Poveznice
- Tri slijepa miša  Arhivirana inačica izvorne stranice od 14. srpnja 2014. (Wayback Machine) na Agatha-Christie.net, najvećoj domaćoj stranici obožavatelja Agathe Christie